# 오쿠다 다이지로
오쿠다 다이지로(일본어: 奥田 大二郎, 1989년 4월 23일 ~ )는 일본의 전 축구 선수이다.

## 구단 경력
과거 후지에다 MYFC에서 활동하였다.